# Vasyl Kujbida
Vasyl Kujbida, född 8 maj 1958, är en ukrainsk politiker. Han var kandidat i presidentvalet 2014 och byggnads- och regionalutvecklingsminister i Julia Tymosjenkos regering.